# Synema subabnorme
Synema subabnorme là một loài nhện trong họ Thomisidae.
Loài này thuộc chi Synema. Synema subabnorme được Lodovico di Caporiacco miêu tả năm 1947.